# 風来物語
『風来物語』（ふうらいものがたり）は、富田常雄の小説である。
作品は読売新聞で連載。単行本は1960年に中央公論社から、1970年に読売新聞社からそれぞれ発刊された。1959年と1960年に映画化、1964年と1970年にテレビドラマ化されている。

## 内容
舞台は日露戦争当時の東京。日露戦争は和平か抗戦かで揺れていたが、国会議員・明石健太郎は和平派であった。ある日、明石が愛妾の美弥の自宅で何者かに殺害された。これに立ち上がったのが元書生の、巽の直次郎である。直次郎はかつて明石の家で実の子同様に育てられ、その後は遊侠の中に群れて暮らしていた、いわゆる風来児であった。ある日の夜道で激しく戦い渡り合った偽按摩も絡む中、直次郎は明石殺しの犯人を追うことを心に誓う。男気とサスペンス、そしていくつかの恋愛模様を描いていた。

## 映画

### 1959年版
『風来物語 仁侠篇』のタイトルで、1959年10月28日公開。大映制作・配給。

#### キャスト
- 巽の直次郎：長谷川一夫
- 川島道夫：本郷功次郎
- 明石紋太：小林勝彦
- 明石健太郎、明石隆次（二役）：根上淳
- 明石房代：仁木多鶴子
- お桂：中村玉緒
- 美弥：宇治みさ子
- 明石織枝：山田五十鈴
- 丹下節子：浦路洋子
- お咲：近藤美恵子
- 益本律子：弓恵子
- お糸：阿井美千子
- お勢：村田知栄子
- 花政：香川良介
- 幸蔵：荒木忍
- 仙吉：本郷秀雄
- 鳴海又兵衛：小堀阿吉雄
- 相生の森造：田崎潤
- いさき屋勝五郎：河津清三郎
- 益本博：南部彰三
- 庄太：上田寛
- 仁助：市川謹也
- 三勝：嵐三右衛門
- 清浦奎吾内務大臣：志摩靖彦
- 美喜松の芸者：橘公子
- 美喜松の若い者：越川一
- 酔漢：堀北幸夫
- 秘書：岩田正
- いさき屋の番頭：福井隆次
- 刑事：菊野昌代士
- 巡査：志賀明
- 艶歌師：滝川潔
- 事務官：沖時男

#### スタッフ
- 脚本：渡辺邦男
- 原作：富田常雄
- 企画：浅井昭三郎、財前定生
- 製作：三浦信夫
- 撮影：渡辺孝
- 美術：上里義三
- 音楽：山田栄一
- 録音：大角正夫
- 照明：伊藤貞一
- 編集：宮田味津三
- 監督：渡辺邦男

### 1960年版
『風来物語 あばれ飛車』のタイトルで、1960年9月28日公開。大映制作・配給。主要キャストと主なスタッフは前作『仁侠篇』とほぼ同じ布陣で製作された。物語は大勝に終わった日露戦争後が舞台であり、明石中佐が織枝に結婚を申込むところから始まる。

#### キャスト
- 巽の直次郎：長谷川一夫
- 川島道夫：本郷功次郎
- 明石紋太：小林勝彦
- 明石隆次：根上淳
- お桂：中村玉緒
- 明石房代：仁木多鶴子
- 益本律子：弓恵子
- 丹下節子：浦路洋子
- 美弥：宇治みさ子
- お咲：近藤美恵子
- お糸：阿井美千子
- 明石織枝：山田五十鈴
- お勢：村田知栄子
- 節子の母：近江輝子
- 花政：香川良介
- 笹塚寅三：富田仲次郎
- 鳴海又兵衛：小堀阿吉雄
- いさき屋勝五郎、勝五郎の弟（二役）：河津清三郎
- 伊達亘：高倉一郎
- 伊達伸六：寺島貢
- 益本博：南部彰三
- 仁助：市川謹也
- 白鳥博士：原聖四郎
- 大井弁護士：伊達三郎
- 西村（笹塚の秘書）：沖時男
- 松尾男爵：玉置一恵
- お民：滝のぼる
- 内儀：小林加奈枝
- 伊達亘の母：橘公子
- 花政の子分：大杉潤
- 子分・太田：堀北幸夫
- 子分・一：山下一巳
- 子分・庄造：木村玄

#### スタッフ
- 脚本：渡辺邦男
- 原作：富田常雄
- 企画：財前定生
- 製作：武田一義
- 撮影：渡辺孝
- 美術：上里義三
- 音楽：山田栄一
- 録音：大角正夫
- 照明：伊藤貞一
- 編集：宮田味津三
- 監督：渡辺邦男

## テレビドラマ版

### 1964年版
1964年11月28日から1965年5月22日まで、NETテレビ（現・テレビ朝日）系列の毎週土曜日20時〜20時56分の時間帯にて放映された。全26話。放映形式はモノクロ16mmフィルム。
主演の池田駿介は柔道三段の段位を有していたことから起用された。

#### キャスト
- 巽の直次郎：高松英郎
- 川島道夫：池田駿介
- 明石房代：三沢照子
- 美弥：宮園純子
- 明石紋太：服部哲治
- 明石隆次：原田甲子郎
- 暗闇の勝造：名和宏
- お桂：三原有美子
- 丹下節子：小桜純子
- お咲：宗方奈美
- 笹塚寅三：武藤英司
- 林孝一
- 西村：杉義一
- 益本律子：山内幸子
- 三勝：松本染升
- ゆき：園由記子
- 辰：石間健史
- 熊造：安藤三男
- 黒部：小林勝彦
- 山口亘：三田村元
- お勢：若杉嘉津子
- お民：小笠原慶子
- 益本博：北竜二
- 相生の森造：加茂嘉久
- 大島子爵：青野平義
- 加奈：蔵悦子
- 仁助：桔梗恵二郎
- 成子の繁造：高橋正夫
- 尾形三山：藤岡琢也
- 石島房太郎
- 萩原満
- 坂野比呂人
- 川副博敏
- 山田甲一
- 山之内修
- 久地明
- 三田耕作
- 平本孝
- 渡辺淳二
- 佐川二郎
- 松平峯夫
- 高木均
- 永井柳太郎
- 上野山功一
- 戸田雄次郎：波島進
- 明石織枝：丹阿弥谷津子
- 矢野正五郎：田村高廣

#### スタッフ
- 原作：富田常雄（中央公論社刊・読売新聞連載）
- 企画：吉津正
- 脚本：柴英三郎、岡本克己、山本雪夫
- 監督：渡辺成男、伊賀山正光、土屋蔵三、奥中惇夫
- 助監督：天野利彦 他
- 音楽：菊池俊輔
- 撮影：藤本茂
- 照明：石垣敏雄
- 録音：大家忠男
- 編集：山口一喜
- 美術：井上明
- 擬斗：萩原満
- 進行：須貝武晴
- 制作：NET、東映テレビプロ

#### 主題歌
- 『風来物語』（歌：村田英雄）
  - 作詞：北くすお、作曲：村田英雄、編曲：市川昭介（日本コロムビア）

#### 放映リスト
| 話数 | 放送日         | サブタイトル | 脚本     | 監督       |
| ---- | -------------- | ------------ | -------- | ---------- |
| 1    | 1964年11月28日 | 花と黒帯     | 柴英三郎 | 渡辺成男   |
| 2    | 12月5日        | 対決         | 柴英三郎 | 渡辺成男   |
| 3    | 12月12日       | 鉄火場の風   | 山本雪夫 | 伊賀山正光 |
| 4    | 12月19日       | 黒帯竜虎     | 山本雪夫 | 伊賀山正光 |
| 5    | 12月26日       | 闇討ち       | 岡本克己 | 土屋蔵三   |
| 6    | 1965年1月2日   | おもかげ     | 岡本克己 | 土屋蔵三   |
| 7    | 1月9日         | 狼の群れ     | 山本雪夫 | 渡辺成男   |
| 8    | 1月16日        | わかれ       | 山本雪夫 | 渡辺成男   |
| 9    | 1月23日        | 遠州の嵐     | 山本雪夫 | 伊賀山正光 |
| 10   | 1月30日        | めぐり逢い   | 柴英三郎 | 伊賀山正光 |
| 11   | 2月6日         | 女ごころ     | 柴英三郎 | 渡辺成男   |
| 12   | 2月13日        | 待伏せ       | 岡本克己 | 渡辺成男   |
| 13   | 2月20日        | 飛燕蹴り     | 山本雪夫 | 伊賀山正光 |
| 14   | 2月27日        | 恋仇         | 山本雪夫 | 伊賀山正光 |
| 15   | 3月6日         | 果し状       | 柴英三郎 | 渡辺成男   |
| 16   | 3月13日        | 雪解け       | 柴英三郎 | 渡辺成男   |
| 17   | 3月20日        | 罠           | 岡本克己 | 渡辺成男   |
| 18   | 3月27日        | 未練         | 岡本克己 | 渡辺成男   |
| 19   | 4月3日         | 挑戦         | 山本雪夫 | 渡辺成男   |
| 20   | 4月10日        | 黒幕         | 山本雪夫 | 渡辺成男   |
| 21   | 4月17日        | 故郷へ       | 岡本克己 | 渡辺成男   |
| 22   | 4月24日        | 魔手         | 岡本克己 | 渡辺成男   |
| 23   | 5月1日         | 影           | 山本雪夫 | 奥中惇夫   |
| 24   | 5月8日         | 花散りて     | 山本雪夫 | 奥中惇夫   |
| 25   | 5月15日        | 闘魂         | 柴英三郎 | 渡辺成男   |
| 26   | 5月22日        | 霧の中へ     | 柴英三郎 | 渡辺成男   |

| NET（現・テレビ朝日）系 土曜20時台（当番組よりドラマ枠） | NET（現・テレビ朝日）系 土曜20時台（当番組よりドラマ枠） | NET（現・テレビ朝日）系 土曜20時台（当番組よりドラマ枠） |
| 前番組                                                   | 番組名                                                   | 次番組                                                   |
| -------------------------------------------------------- | -------------------------------------------------------- | -------------------------------------------------------- |
| 地上最大のショー （※ここまでバラエティ番組枠）           | 風来物語                                                 | 乗っていたのは二十七人                                   |